# Kenan Hasecic
Kenan Hasecic (* 15. Mai 1996 in Krems an der Donau) ist ein österreichischer Handballspieler.

## Vereinskarriere
Hasecic begann in seiner Jugend beim UHK Krems Handball zu spielen. Saison 2015/16 rückte der Kreisläufer in den Kader der ersten Mannschaft auf. 2018/19 sicherte sich Hasecic das Double aus ÖHB-Cup und Meistertitel. Bereits 2021/22 errang er erneut die Meisterschaft. 2021/22 und 2022/23 lief der Rechtshänder für Krems im EHF European Cup auf und konnte damit internationale Erfahrung sammeln. 2024/25 feierte Hasecic mit Krems seinen dritten Meistertitel.

## Erfolge
- UHK Krems
  - 3× Österreichischer Meister 2018/19, 2021/22, 2024/25
  - 1× Österreichischer Pokalsieger 2018/19

## Saisonstatistik

### HLA Meisterliga
| 2016/17   | UHK Krems                                                       | HLA Meisterliga                                                 | 029                                                             | 02                                                              | 0/0                                                             | 02                                                              |                                                                 |                                                                 |                                                                 |                                                                 |
| 2017/18   | UHK Krems                                                       | HLA Meisterliga                                                 | 029                                                             | 011                                                             | 0/0                                                             | 011                                                             |                                                                 |                                                                 |                                                                 |                                                                 |
| 2018/19   | UHK Krems                                                       | HLA Meisterliga                                                 | 027                                                             | 012                                                             | 0/0                                                             | 012                                                             |                                                                 |                                                                 |                                                                 |                                                                 |
| 2019/20   | Saison aufgrund der COVID-19-Pandemie in Österreich abgebrochen | Saison aufgrund der COVID-19-Pandemie in Österreich abgebrochen | Saison aufgrund der COVID-19-Pandemie in Österreich abgebrochen | Saison aufgrund der COVID-19-Pandemie in Österreich abgebrochen | Saison aufgrund der COVID-19-Pandemie in Österreich abgebrochen | Saison aufgrund der COVID-19-Pandemie in Österreich abgebrochen | Saison aufgrund der COVID-19-Pandemie in Österreich abgebrochen | Saison aufgrund der COVID-19-Pandemie in Österreich abgebrochen | Saison aufgrund der COVID-19-Pandemie in Österreich abgebrochen | Saison aufgrund der COVID-19-Pandemie in Österreich abgebrochen |
| 2020/21   | UHK Krems                                                       | HLA Meisterliga                                                 | 027                                                             | 036                                                             | 0/0                                                             | 036                                                             |                                                                 |                                                                 |                                                                 |                                                                 |
| 2021/22   | UHK Krems                                                       | HLA Meisterliga                                                 | 029                                                             | 038                                                             | 0/0                                                             | 038                                                             |                                                                 |                                                                 |                                                                 |                                                                 |
| 2022/23   | UHK Krems                                                       | HLA Meisterliga                                                 | 024                                                             | 097                                                             | 0/0                                                             | 097                                                             |                                                                 |                                                                 |                                                                 |                                                                 |
| 2023/24   | UHK Krems                                                       | HLA Meisterliga                                                 | 027                                                             | 090                                                             | 0/0                                                             | 090                                                             |                                                                 |                                                                 |                                                                 |                                                                 |
| 2024/25   | UHK Krems                                                       | HLA Meisterliga                                                 | 028                                                             | 057                                                             | 0/0                                                             | 057                                                             |                                                                 |                                                                 |                                                                 |                                                                 |
| 2016–2025 | gesamt                                                          | HLA Meisterliga                                                 | 220                                                             | 343                                                             | 0/0                                                             | 343                                                             |                                                                 |                                                                 |                                                                 |                                                                 |